# برايان إليس
برايان إليس (بالإنجليزية: Brian Ellis)‏ هو فلاح وسياسي أسترالي، ولد في 28 أبريل 1950 في أستراليا. حزبياً، نشط في الحزب الليبرالي الأسترالي. وقد انتخب Member of the Western Australian Legislative Council ‏ عن دائرة Agricultural Region ‏ (16 يوليو 2007 – 21 مايو 2017).